# Tipula kenia
Tipula kenia är en tvåvingeart som beskrevs av Alexander 1920. Tipula kenia ingår i släktet Tipula och familjen storharkrankar. Inga underarter finns listade i Catalogue of Life.